# Dichagyris glauca
Dichagyris glauca là một loài bướm đêm trong họ Noctuidae.